# Set Svanholm
Set Svanholm (Västerås, 1904. szeptember 2. – Nacka, 1964. október 4.) svéd tenorista.
Set Svanholm először orgonistaként és népiskolai énektanárként dolgozott, mielőtt hangképzésre járt. 1925 és 1930 között Stockholmban dolgozott kántorként és kóristaként. 1930-ban debütált Silvio (bariton hangfekvésű) szerepében Leoncavallo Bajazzók című operájában, a stockholmi Királyi Operaházban. Hat évvel később lett tenorista. Ugyanott debütált Radames szerepében, Verdi: Aida című operájában. 1938-tól Európa minden nagy operaszínpadán énekelt. 1945-től 1956-ig a New York-i Metropolitanben vendégszerepelt. 1956-ban hazatért Svédországba, és a stockholmi Királyi Operaház igazgatója lett. Ezt a tisztségét 1962-ig tartotta meg.
Set Svanholm legnagyobb alakítását Richard Wagner A Nibelung gyűrűje operájában nyújtotta.